# Deckungskonzept
Ein Deckungskonzept ist eine Zusammenstellung von Versicherungsleistungen. Ein Deckungskonzeptanbieter (oder Konzeptgeber) ist ein Makler, der Leistungen von verschiedenen Versicherungen zusammenstellt und unter einem eigenen Namen anbietet. Seit der Liberalisierung des Versicherungsmarktes in Europa ist es solchen Anbietern möglich, besonders günstige Pakete anzubieten. Die Deckungskonzeptanbieter handeln mit den Versicherungen günstige Standardtarife aus.